# Norite

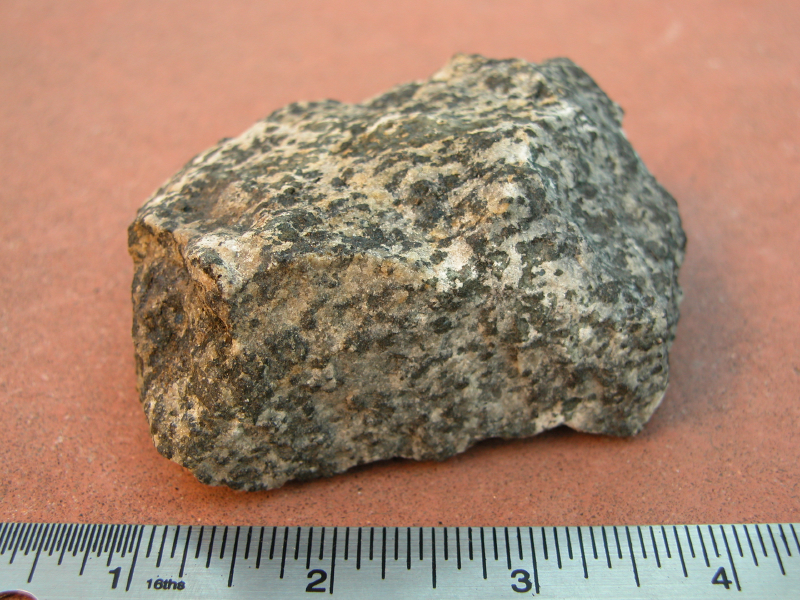
Échantillon de norite.

La norite est une roche ignée intrusive mafique qui contient principalement du  plagioclase riche en calcium, dénommé labradorite, de l'hypersthène et de l'olivine. Il est très difficile de distinguer la norite du gabbro sans passer par une analyse fine au microscope pétrographique.
La norite, ainsi que le gabbro et d'autres roches mafiques et ultramafiques, se présente dans des couches intrusives souvent associées aux minerais de platine, par exemple dans le Bushveld Reef en Afrique du Sud, dans le complexe de Skaergard au Groenland, et le complexe de Stillwater dans le Montana (USA).
La norite constitue aussi la roche ignée de base dans le complexe de la cuvette de Sudbury (Ontario), qui provient de l'impact d'un météorite et représente la plus vaste région minière de nickel au monde. On trouve très fréquemment de la norite dans les échantillons de roches lunaires rapportés par Apollo : en effet ses minéraux ne contiennent pas d'eau de constitution.
À une moindre échelle, on trouve également de la norite dans de petites formations localisées comme la norite de Gombak à Bukit Gombak, Singapour. 